# ヴィタリ・ユシュマノフ
ヴィタリ・ユシュマノフ（Юшманов Виталий Анатольевич／ユシュマノフ・ヴィタリ・アナトリエヴィチ）は、ロシア人オペラ歌手（バリトン）。数々の著名な声楽コンクールにて優勝、入賞し、2013年より日本でも活動を開始している。

## 経歴
ソヴィエト連邦のレニングラード（現在のサンクト・ペテルブルク）に生まれ、父はユシュマノフ・アナトリ・イヴァノヴィチ（鉱床学者）、母はユシュマノヴァ・タチアナ・アレクサンドロヴナ（光学技師）。兄のユシュマノフ・ドミトリ・アナトリエヴィチはソフトウェア・デベロッパー、プログラマーをしている。祖父のユシュマノフ・イヴァン・ポルフィリエヴィチは有名な軍隊外科医、軍隊医学院の教授。叔父のユシュマノフ・ヴィクトル・イヴァノヴィチはオペラ歌手（バス）でサンクト・ペテルブルク音楽院の教授であった。5歳のとき初めて叔父が勤務していたムソルグスキー劇場(現ミハイロフスキー劇場）でオペラを観て、7歳の時に短い期間ピアノを学ぶなどしたが、音楽を本格的に学び始めたのは18歳のときからだった。
1998年サンクト・ペテルブルクの普通教育学校280号を卒業後、人文科学現代大学の経営学部へ入学。大学2年の時に、テレビでウィーンからのプラシド・ドミンゴ、ホセ・カレーラス、ダイアナ・ロスのクリスマスコンサートを見て声楽に深く興味をもち、以後2年間は世界の有名な歌手の録音を聴き、真似をすることで独学する。その間に2回オペラ歌手の叔父のオーディションを受けて、2回とも才能がないと言われたが、歌手になる夢を諦めなかった。数年後、その叔父にも認められる。

友人の紹介で2000年より著名なソプラノ歌手でロシアの功労芸術家のコロソヴァ・ニナ・アナトリエヴナの元で個人レッスンを受け、半年後、リムスキー＝コルサコフ音楽院の彼女のクラスへ入学。テノールとして本格的に声楽の勉強を始めた。
2005年にマリインスキー劇場の若い声楽家のためのアカデミーのオーディションを受け、リムスキー＝コルサコフ音楽院の3年生でアカデミーへ編入。2007年までは生徒として学び、2007～2008年のシーズンはソリストとして活躍した。2005年エルミタージュ劇場でハネダニアンの歌劇「メサイア、人間の息子」にてオペラデビュー。2007～2008年にマリインスキー劇場でのモーツァルト「魔笛」、ロッシーニ「ランスへの旅」、プロコフィエフ「三つのオレンジへの恋」のプロダクションに参加。劇場と一緒にアメリカ、スペイン、日本でのツアーに参加。そのツアーで2008年1月に初来日。日本への深い興味や強い絆を感じ、そのときから日本に住むことは彼の大きな夢のひとつとなった。その後、実際の声域はバリトンだと感じて、2008～2009年叔父のヴィクトル・ユシュマノフの指導のもとテノールからバリトンへ変更。高等音楽教育やヨーロッパでの演奏活動のため、ドイツのライプツィヒのフェリックス・メンデルスゾーン・バルトルディ音楽演劇大学へ入学。ジャネット・ファヴァロ・ロイテル教授のクラスで学ぶ。在学中にコンサートや、オペラプロダクションなど多くの公演に参加。2012年、ドイツのバート・ヘルスフェルト音楽祭でモーツァルト]「ドン・ジョヴァンニ」で初主演。2010年、ドイツで知り合った著名な日本人ピアニスト、福間洸太朗の招待により来日し、2011年より度々来日するようになり、2013年より本格的に日本での演奏活動を開始。ライプツィヒ音楽演劇大学を卒業後、2015年1月から日本に移住し、現在に至るまで、コンサート、オペラなど全国的に演奏活動を展開している。
一般財団法人地域創造の公共ホール音楽活性化事業のアーティスト（2016-2017年度）に選出され、日本各地で活動する。2017年、ミヒャエル・ハンペ演出、沼尻竜典指揮、ワーグナー「ラインの黄金ドンナー役でびわ湖ホールでデビュー。2017年よりラ・フォル・ジュルネ・オ・ジャポン、東京・春・音楽祭、「オペラ歌手紅白対抗歌合戦」、「ららら♪クラシックコンサート」、NHK-FM「リサイタル・ノヴァ」、BSテレ東「ワタシが日本に住む理由」などコンサート、オペラ、ラジオ、テレビ番組に多く出演。また日本歌曲にも深い興味を持っており、2013年より塚田佳男に学ぶ。
2020年、音楽評論家の戸ノ下達也氏との共著で「ヴィタリ～人生って不思議なものですね～」（ハンナ社）を出版。自分の人生、音楽への道、日本への関心のことをインタビューの形で語っている。9～11月にはオペラ「フィガロの結婚」（井上道義指揮、野田秀樹演出）のアルマヴィーヴァ伯爵役で全国4公演。
2021年1月、NHKワールドTVの東日本大震災10周年記念プロジェクト”Flowers Will Bloom Beyond Borders”に参加し、インタビューの他、多言語版「花は咲く」（11か国語）を自身が翻訳したロシア語で歌唱。3月には、同番組（日本語ナレーション付き『世界をつなぐ「花は咲く」』）が、NHK-BSプレミアム、BS1及び総合テレビで放送された。
2021年4月、新国立劇場でのダブルビル公演『夜鳴きうぐいす／イオランタ』に出演し、新国立劇場にデビューした。
現在東京在住。

## 入賞歴
- 2015年、日本トスティ歌曲コンクール優勝。
- 2016年、第52回日伊声楽コンコルソ第1位及び最優秀歌曲賞受賞、第14回東京音楽コンクール声楽部門第2位、第２１回コンセール・マロニエ21音楽コンクール声楽部門第2位。

## ディスコグラフィー
- 2015年、フロレスタンよりデビューアルバム『歌の翼に』をリリース。
- 2016年、オクタヴィア・レコード EXTONレーベルより、イタリアオペラ、歌曲アルバム『愛の言葉』をリリース[3]。
- 2018年、オクタヴィア・レコード EXTONレーベルより、塚田佳男伴奏で、日本の名歌曲集『「ありがとう」を風に載せて』をリリース[4]。
- 2021年、オクタヴィア・レコード EXTONレーベルより、塚田佳男伴奏で、日本の名歌曲集2『「夢」探しながら』をリリース[5]。